# Vulnerable (singel)
Vulnerable – ballada pop-rockowa szwedzkiego duetu Roxette. W lutym 1995 piosenka wydana została na singlu, jako piąta mała płyta promująca album Crash! Boom! Bang!.
W 1996 roku duet nagrał hiszpańskojęzyczną wersję tej piosenki pod tytułem „Tímida” i zamieścił ją na płycie Baladas En Español. Znalazła się ona również na singlu „Un día sin ti” promującym płytę.

## Utwory
1. Vulnerable
2. The Sweet Hello, the Sad Goodbye
3. Vulnerable (demo December 28, '90)
4. I’m Sorry (demo August 18, '93)